# Schacherseppli-Weg

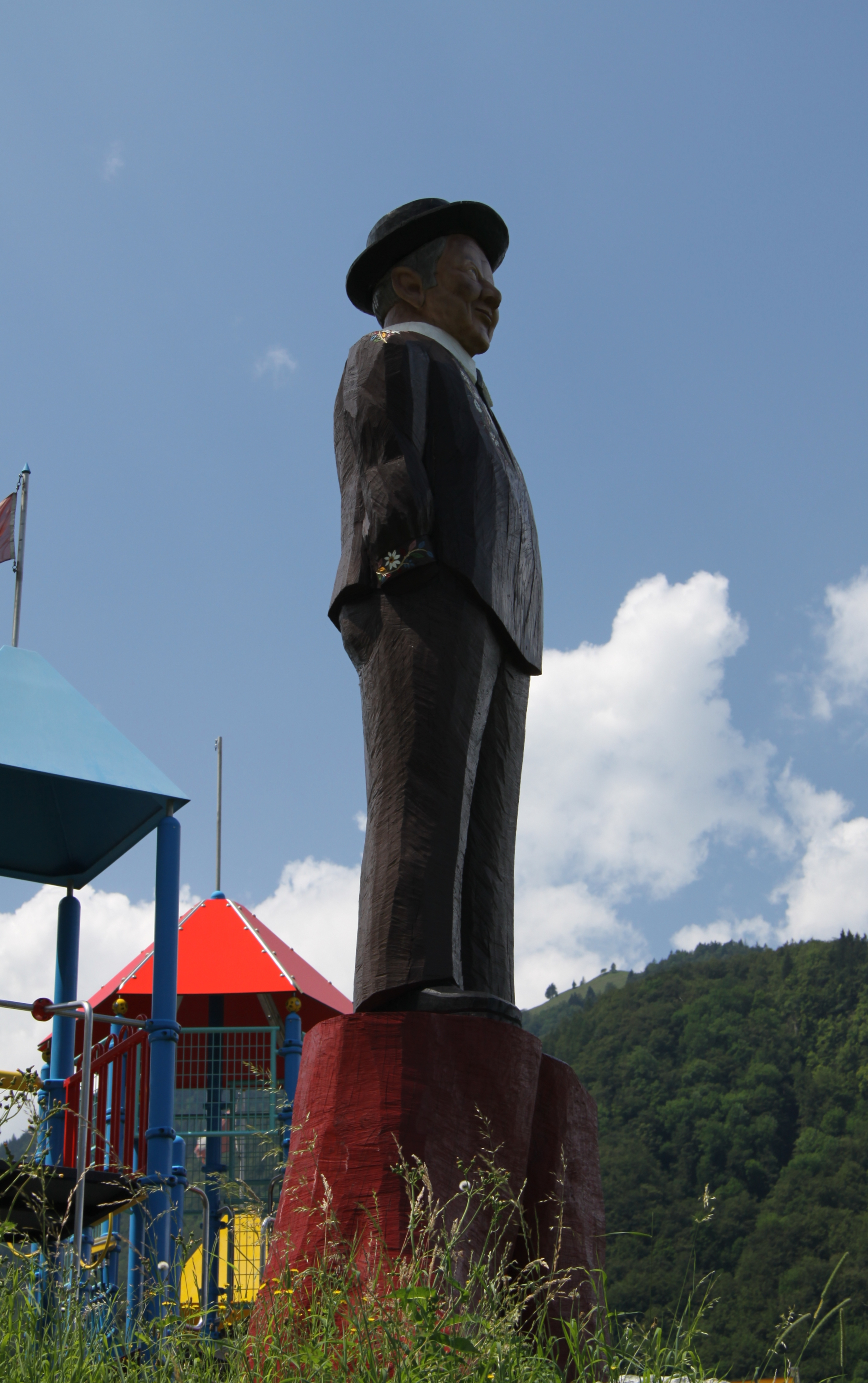
Ruedi-Rymann-Statue am Schacherseppli-Weg

Der Schacherseppli-Weg ist ein Wanderweg in Giswil im Kanton Obwalden in der Schweiz. Der Weg wurde zu Ehren des Schweizer Volksmusikers Ruedi Rymann und seines Liedes Der Schacherseppli angelegt.

## Verlauf
Der Schacherseppli-Weg startet als Rundwanderung beim Bahnhof Giswil. Am Ausgangspunkt steht eine grosse, aus Holz geschnitzte Schacherseppli-Figur. Über den ganzen Weg sind Tafeln verteilt, die dem Besucher Informationen über Ruedi Rymann vermitteln.

## Varianten
Der Erlebnisweg besteht aus zwei Rundwanderrouten. Der kürzere, blau markierte Weg führt über rund 4 km und ist dem Lied Der Schacherseppli gewidmet. Diese Route ist für Kinderwagen und Rollstühle befahrbar.
Der längere, rot markierte Weg führt über rund 10 km. Diese Route ist dem Jodler, Wildhüter und Naturfreund Ruedi Rymann selber gewidmet. Ruedi Rymann war Ehrenbürger von Giswil.